# Rastatt
Rastatt település Németországban, azon belül Baden-Württembergben. Lakosainak száma 51 800 fő (2023. december 31.). Rastatt Elzász, Ötigheim és Muggensturm községekkel határos.

## Fekvése
Ettlingentől délnyugatra.

## Városrészei
A következő településeket beolvasztattak Rastattba:
- 1971: Ottersdorf
- 1972: Plittersdorf
- 1972: Niederbühl
- 1972: Rauental
- 1974: Wintersdorf

## Története
A ma jelentős iparú város már a középkorban is fontos kereskedelmi központ volt.
1689-ben a pfalzi örökösödési háborúban a franciák felprédálták a várost, amit 1689-től Lajos Vilmos badeni őrgróf építtetett újjá. Az új kastély lett az őrgrófok rezidenciája.
Ebben a kastélyban kötötték meg 1714. március 6-án a rastatti békeszerződést Franciaország és a Habsburg Birodalom (azaz Ausztria uralkodó főhercegének) képviselői.

## Nevezetességei
A (Schloss) kertre néző homlokzata 230 méter hosszú; ez az első versailles-i stílusú német-barokk épület. Ezt tekintik Domenico Egidio Rossi főművének.

## Galéria

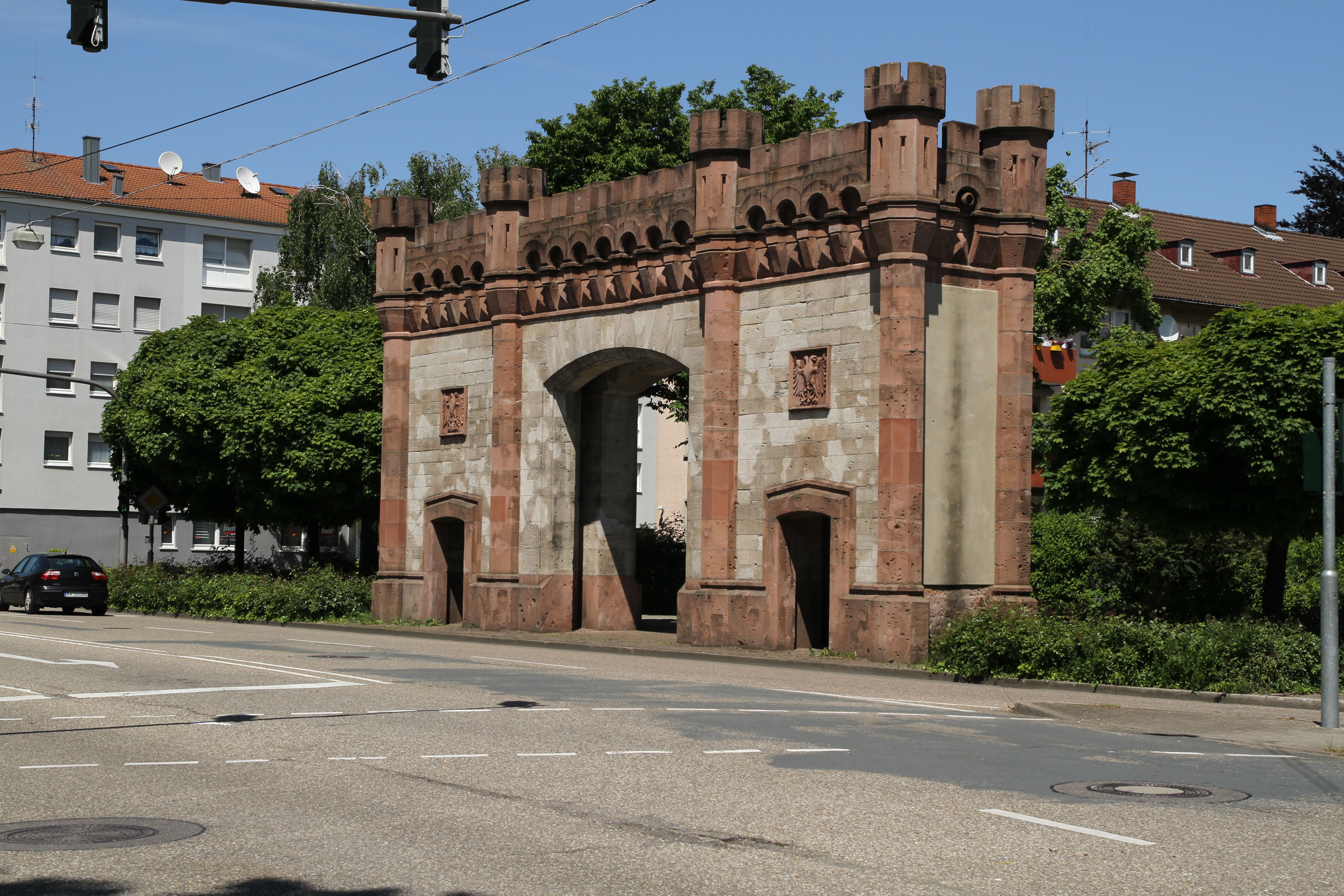
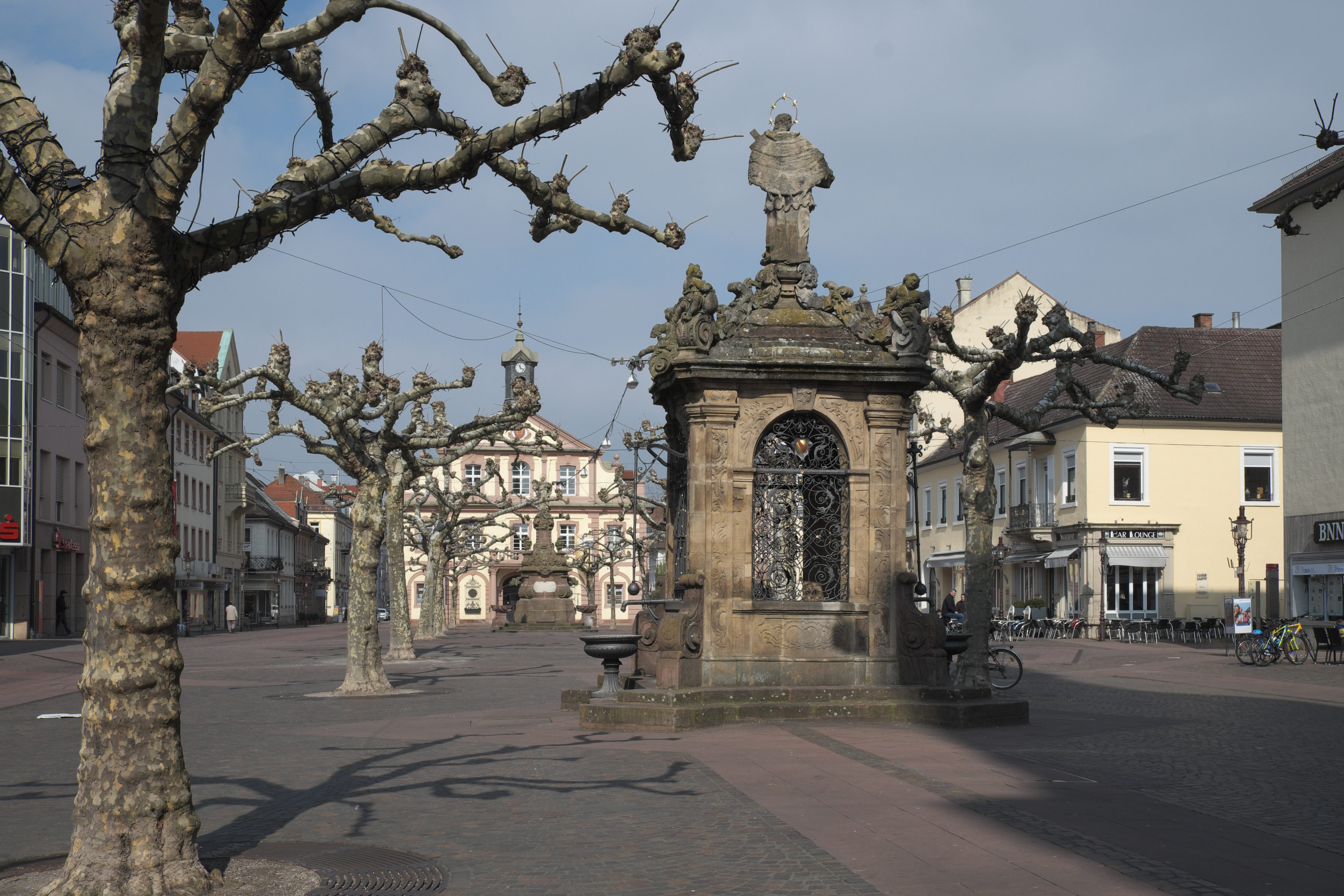
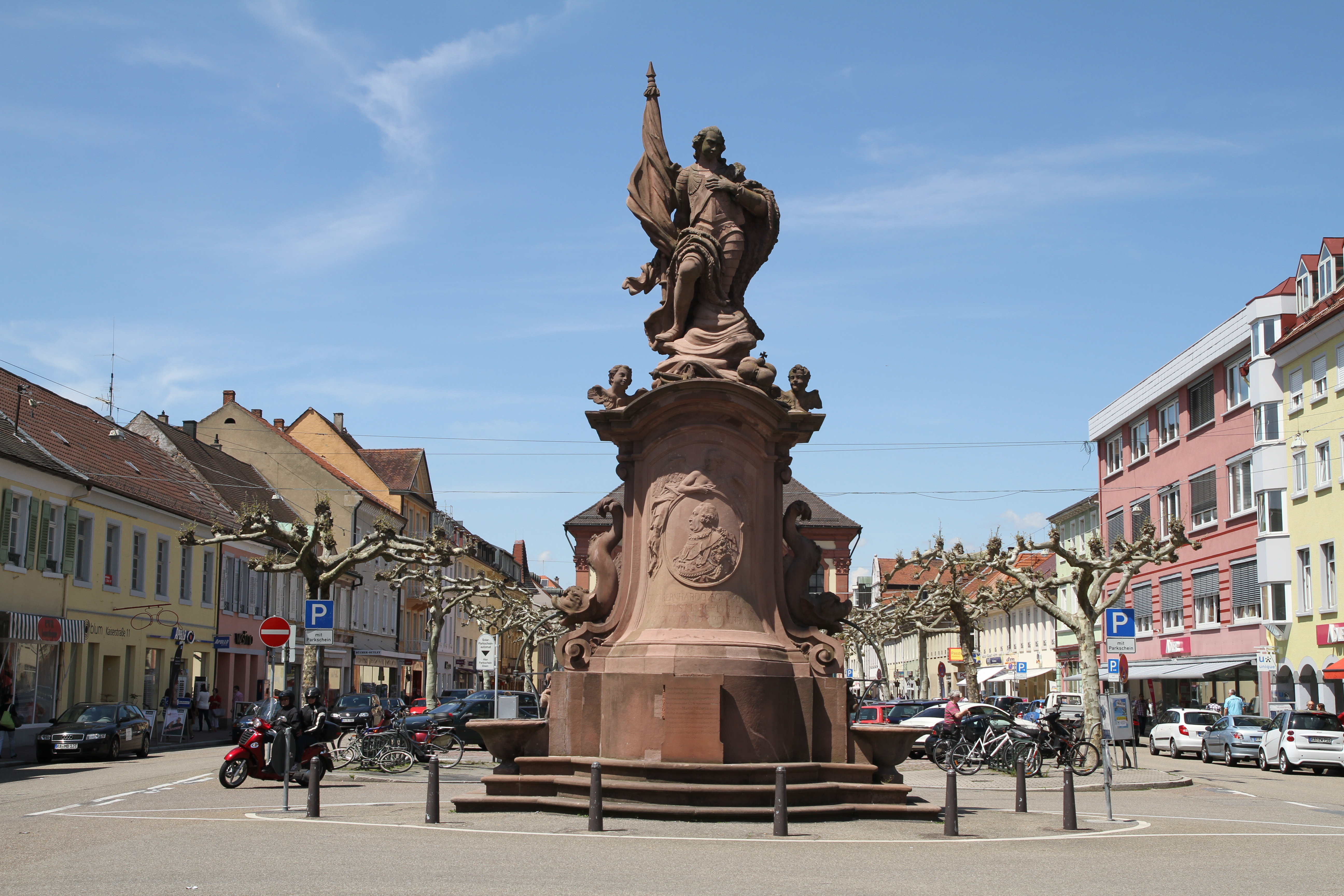
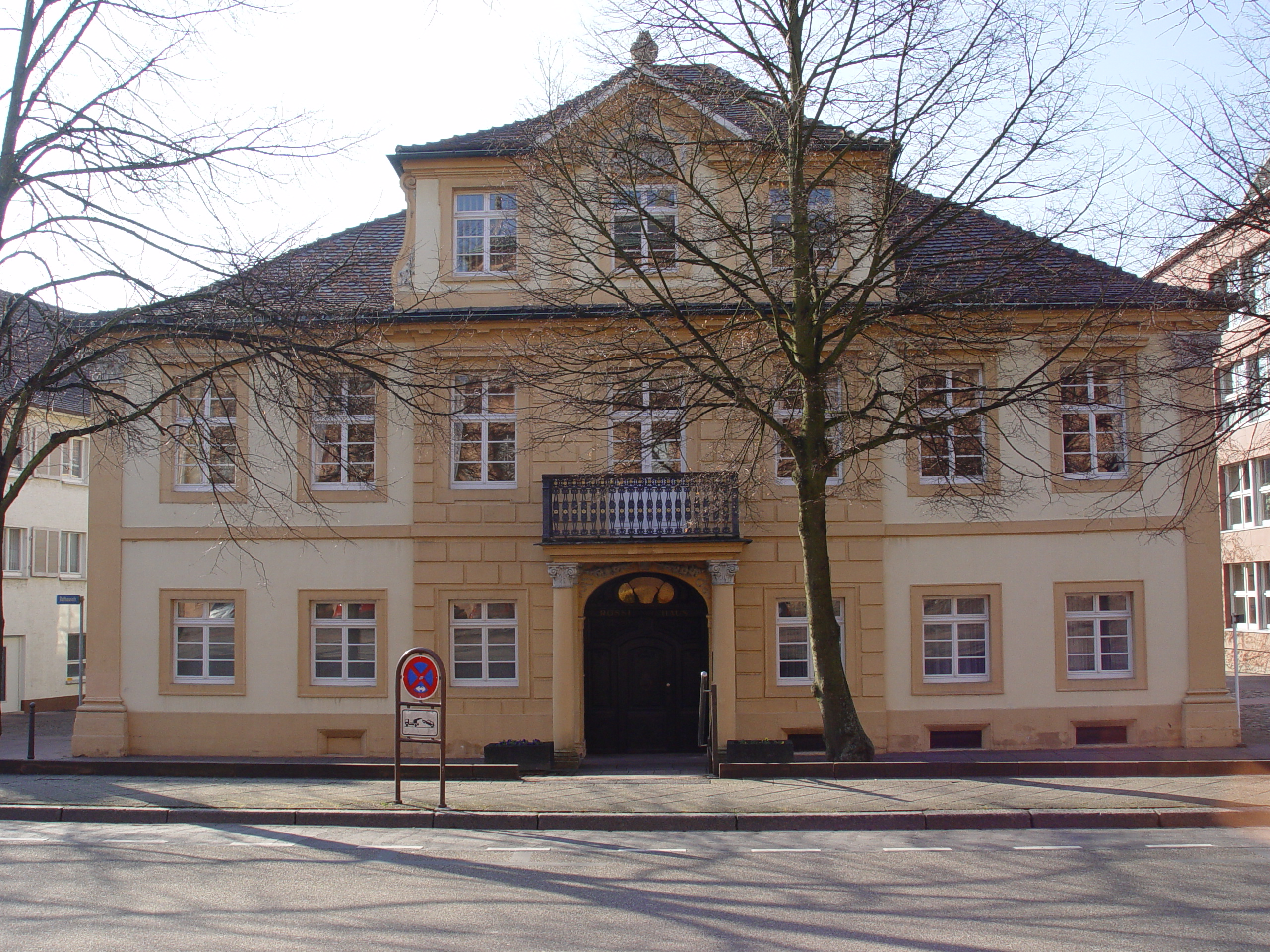
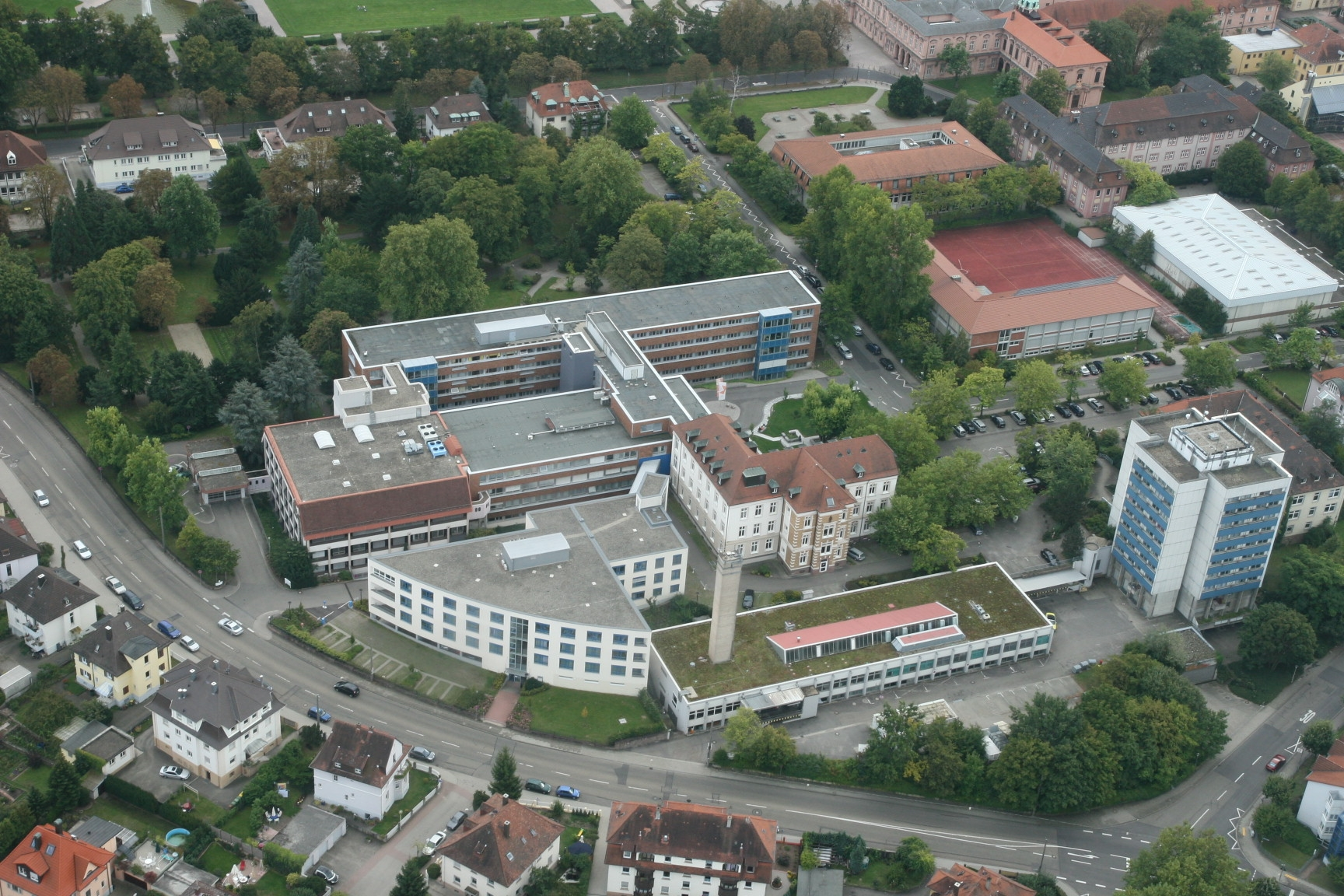
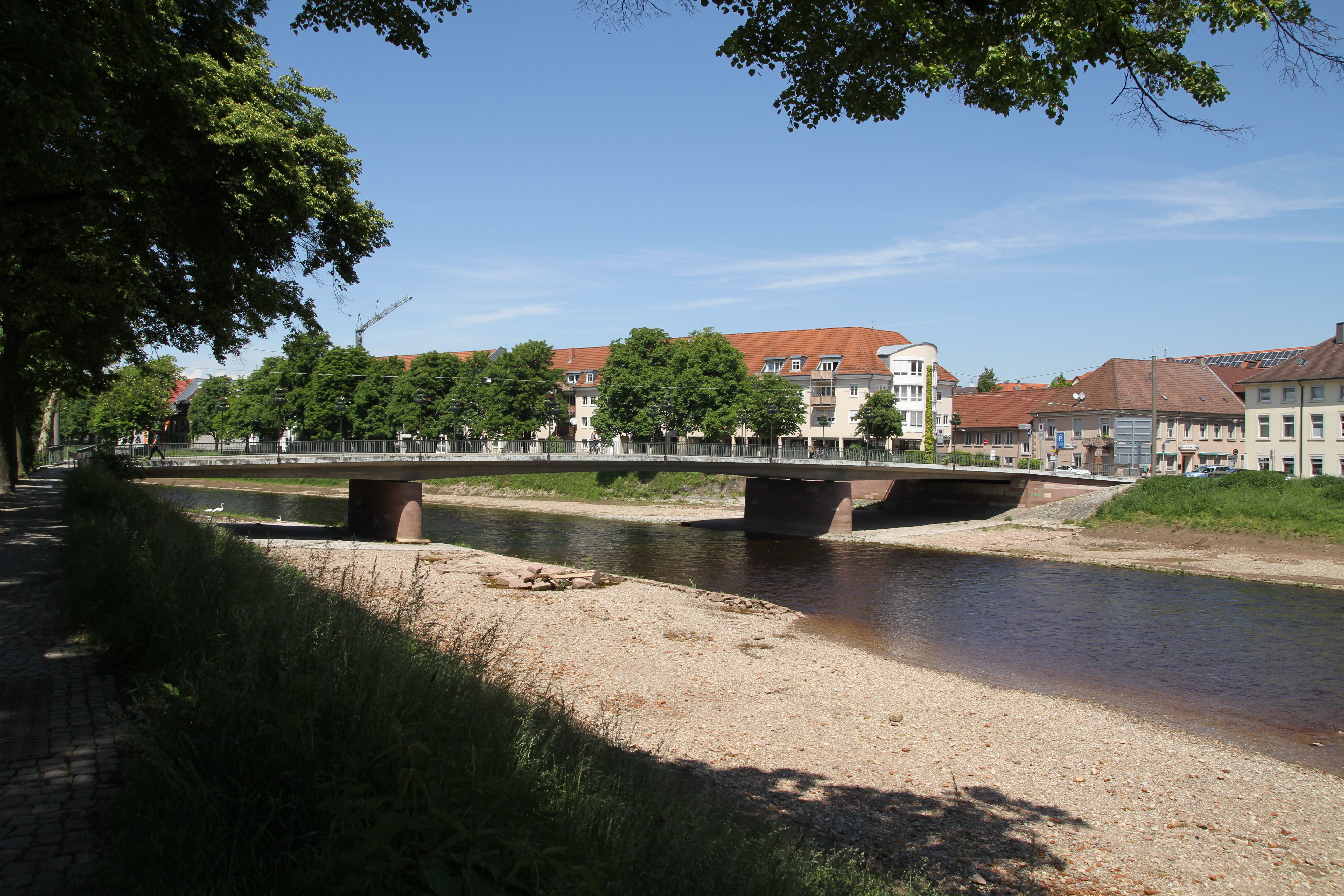
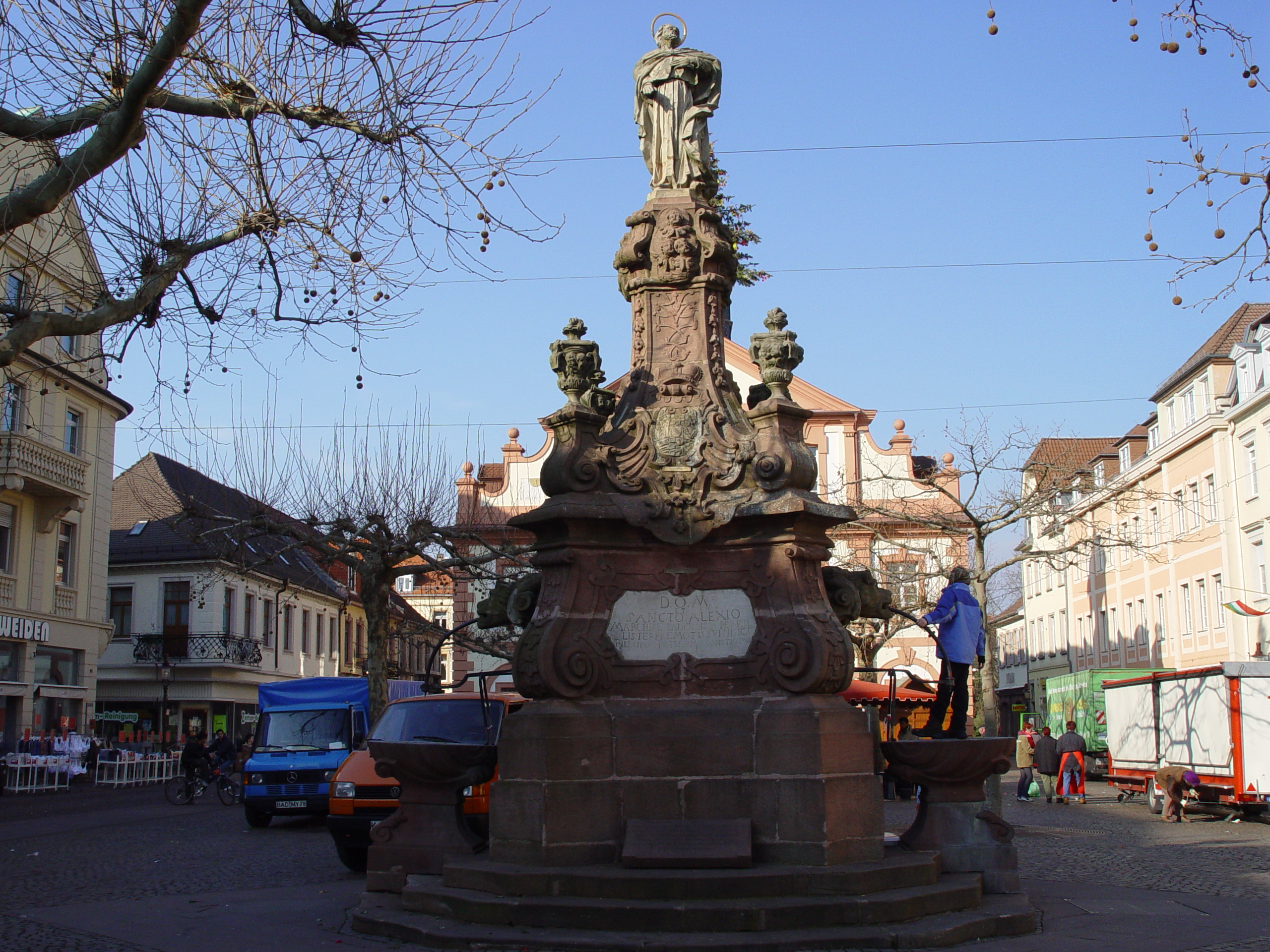

## Népesség
A település népessége az elmúlt években az alábbi módon változott:
| Lakosok száma | 32 039 | 36 239 | 38 367 | 37 297 | 40 128 | 48 574 | 45 655 | 47 650 | 47 110 | 51 800 |
|               | 1961   | 1967   | 1974   | 1980   | 1987   | 1993   | 2000   | 2006   | 2013   | 2023   |